# Tragedia w Armero

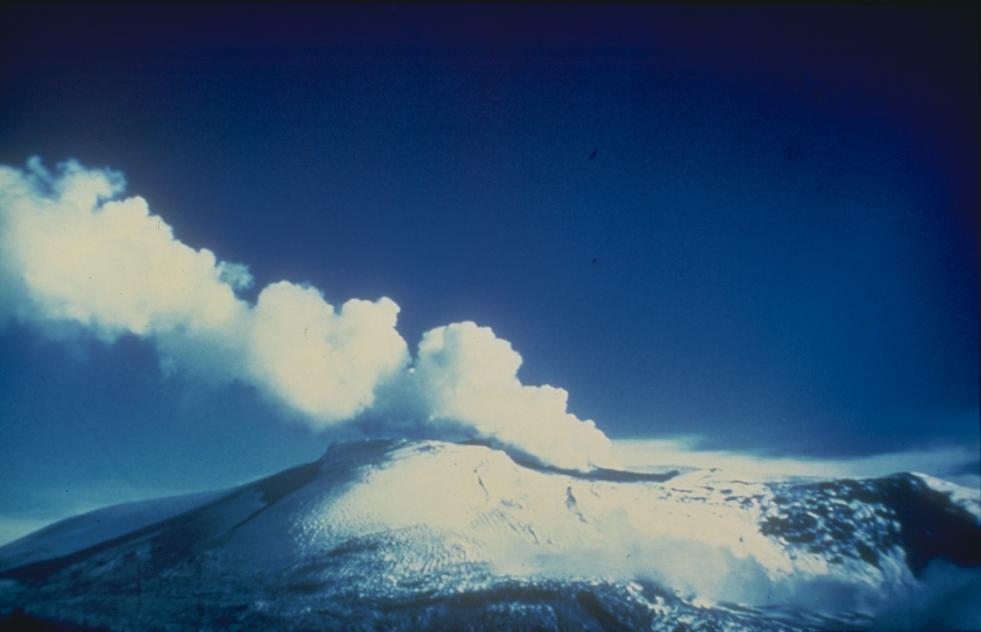
Wulkan Nevado del Ruiz podczas erupcji, która zniszczyła Armero

Tragedia w Armero (hiszp. Tragedia de Armero) – miała miejsce w wyniku erupcji wulkanu Nevado del Ruiz w Kolumbii (dep. Tolima) 13 listopada 1985 r. Gwałtowny wybuch lawy spowodował błyskawiczne stopienie pokrywy lodowej w górnych partiach góry, w wyniku tego doszło do tragicznej w skutkach powodzi błotnej połączonej z laharem.
Katastrofa objęła miasto Armero i zabiła większość jego ludności (ponad 20 000 osób z 29 000 mieszkańców). 
Armero było drugim co do wielkości miastem w  departamencie Tolima (drugie po Ibagué). Tragedia osiągnęła tak ogromne rozmiary ze względu na zignorowanie ostrzeżeń geologów, którzy poinformowali władze miasta oraz media o możliwości wybuchu uśpionego od 150 lat wulkanu. Dzień przed eksplozją burmistrz Armero zapewniał obywateli, że nie ma powodu do strachu. Społeczeństwo przyjęło te zapewnienia prawdopodobnie ze względu na poprzednie fałszywe nakazy ewakuacji. 

## 13 listopada 1985
W nocy 13 listopada 1985 r. około godziny 23:30 doszło do wybuchu wulkanu Nevado del Ruiz, podczas którego nastąpiło wyrzucenie ogromnych ilości popiołów wulkanicznych (ok. 35 mln ton), powodując lahar o grubości 40 metrów. Tragedię przeżyła jedynie około jedna czwarta ludności Armero. Praktycznie całe miasto, podobnie jak starożytne Pompeje, zostało pochowane w błocie z popiołu wulkanicznego, a świat obiegły zdjęcia młodej 13-letniej ofiary tej tragedii Omayry Sánchez, która stała się symbolem tych wydarzeń.
Jednak to nie eksplozja wulkanu była główną przyczyną zniszczenia Armero. Dwa miesiące wcześniej nastąpiła dużo mniejsza erupcja wulkanu Arenas, w wyniku czego lawa zablokowała, a stopiona (z pokrywy śnieżnej góry) woda spiętrzyła pobliską rzekę Lagunilla. W rezultacie, Lagunilla przypominała bardziej jezioro niż rzekę.
W tragiczną noc, podczas wybuchu wulkanu masa kamieni i głazów spadła do wezbranej rzeki Lagunilla, tworząc megatsunami z błota, wody i popiołu. Lawina mknąc poprzez wąskie koryto rzeki, nabrała prędkości i mocy, w rezultacie uderzając z ogromną siłą położone na równinie miasto. Gigantyczne skały osadzone w dolnej części rzeki Lagunilla, zostały przeniesione ze swojego pierwotnego stanowiska i wraz z falą uderzeniową rozpoczęły niszczycielską podróż w dół rzeki. Szacuje się, że fala uderzyła w miasto przy prędkości 300 mil na godzinę. Wydarzenia te trwały mniej niż 15 minut od chwili wybuchu, do czasu, gdy miasto zniknęło z powierzchni ziemi. Była to największa tragedia w historii Kolumbii, poza śmiercią tysięcy ludzi zniszczeniu uległo 4 400 domów, 19 mostów, a gospodarka kraju straciła ok. 1.4 miliarda dolarów.
Następnego ranka, pilot samolotu formacji Kolumbijskiego Cywilnego Systemu Obronnego, przelatując nad terenem dotkniętym klęską żywiołową, przekazał przez radio następującą wiadomość: Mój Boże, Armero zostało wymazane z mapy (hiszp.: Dios mio, Armero ha sido borrado del mapa).
Na miejscu katastrofy w ruinach Armero naukowcy złożyli przysięgę: Nigdy więcej!.

## Po tragedii
Kiedy woda opadła, przystąpiono do poszukiwania ocalałych, jednak było ich niewielu. Setki ludzkich ciał zostało zakopanych w masowych grobach, w celu zapobieżenia ewentualnej epidemii. Rząd Kolumbii zadeklarował pomoc materialną poszkodowanym, także krajowe i międzynarodowe organizacje humanitarne ogłosiły chęć solidaryzowania się z ofiarami z Armero. 
Dla uczczenia zmarłych, w miejscu tragedii zbudowano campo santo (rodzaj cmentarza), który w 1986 r. odwiedził  papież Jan Paweł II.